# Noriyo Hiroi
Noriyo Hiroi (jap. 廣井 法代 Hiroi Noriyo; ur. 3 maja 1976 w Shiozawie) – japońska narciarka alpejska, trzykrotna olimpijka.

## Kariera
Po raz pierwszy na arenie międzynarodowej pojawiła się 10 grudnia 1994 roku podczas zawodów FIS Race w norweskim Bjorli w gigancie. Nie dojechała wtedy jednak do mety. Debiut w zawodach Pucharu Świata zanotowała 26 października 1996 roku w austriackim Sölden, ale na pierwsze punkty musiała poczekać do lutego następnego roku – dokładnie 2 lutego zajęła 25. miejsce w slalomie w Laax. Jej najwyższa w karierze pozycja w zawodach Pucharu Świata to 10. lokata zdobyta 28 grudnia 2000 roku w austriackim Semmering.
W 1997 roku po raz pierwszy wystartowała na mistrzostwach świata, które odbywały się we włoskim Sestriere. Nie ukończyła wtedy rywalizacji w gigancie jak i również w slalomie. Rok później wystartowała na Zimowych Igrzyskach Olimpijskich 1998 w Nagano, lecz podobnie jak przed rokiem na mistrzostwach we Włoszech, nie ukończyła giganta oraz także slalomu. 3 lata później po raz drugi wystartowała na mistrzostwach świata, tym razem zajmując miejsce w „pierwszej trzydziestce” w gigancie w St. Anton – dokładnie 26. pozycję. Wzięła udział na Zimowych Igrzyskach Olimpijskich 2002 w Salt Lake City. W gigancie była 29., natomiast w slalomie zajęła wysoką, 14. lokatę. Na mistrzostwach startowała jeszcze dwukrotnie – w 2003 roku w Sankt Moritz (29. miejsce – slalom) oraz w 2005 roku w Santa Caterinie (30. miejsce – gigant, slalomu nie ukończyła). Jej ostatnimi igrzyskami były te w 2006 roku w Turynie. Kończyła wtedy rywalizację dwukrotnie pod koniec trzeciej dziesiątki w gigancie oraz w slalomie.

## Osiągnięcia

### Igrzyska olimpijskie
| Miejsce | Dzień     | Rok  | Miejscowość    | Konkurencja | Czas biegu  | Strata  | Zwyciężczyni       |
| ------- | --------- | ---- | -------------- | ----------- | ----------- | ------- | ------------------ |
| DSQ1    | 19 lutego | 1998 | Nagano         | Slalom      | -           | -       | Hilde Gerg         |
| DNF1    | 20 lutego | 1998 | Nagano         | Gigant      | -           | -       | Deborah Compagnoni |
| 14.     | 20 lutego | 2002 | Salt Lake City | Slalom      | 1:51,98 min | +5,88 s | Janica Kostelić    |
| 29.     | 22 lutego | 2002 | Salt Lake City | Gigant      | 2:37,97 min | +7,96 s | Janica Kostelić    |
| 29.     | 22 lutego | 2006 | Turyn          | Slalom      | 1:33,59 min | +4,55 s | Anja Pärson        |
| 26.     | 24 lutego | 2006 | Turyn          | Gigant      | 2:16,66 min | +7,47 s | Julia Mancuso      |

### Mistrzostwa świata
| Miejsce | Dzień     | Rok  | Miejscowość    | Konkurencja | Czas biegu  | Strata  | Zwyciężczyni       |
| ------- | --------- | ---- | -------------- | ----------- | ----------- | ------- | ------------------ |
| DNF2    | 5 lutego  | 1997 | Sestriere      | Slalom      | -           | -       | Deborah Compagnoni |
| DNF1    | 9 lutego  | 1997 | Sestriere      | Gigant      | -           | -       | Deborah Compagnoni |
| DNF1    | 7 lutego  | 2001 | St. Anton      | Slalom      | -           | -       | Anja Pärson        |
| 26.     | 9 lutego  | 2001 | St. Anton      | Gigant      | 2:28,84 min | +9,83 s | Sonja Nef          |
| 29.     | 15 lutego | 2003 | Sankt Moritz   | Slalom      | 1:45,54 min | +5,99 s | Janica Kostelić    |
| 30.     | 8 lutego  | 2005 | Santa Caterina | Gigant      | 2:19,85 min | +6,22 s | Anja Pärson        |
| DNF2    | 11 lutego | 2005 | Santa Caterina | Slalom      | -           | -       | Janica Kostelić    |

### Puchar Świata

#### Miejsca w klasyfikacji generalnej
- 1996/1997: 112.
- 1999/2000: 107.
- 2000/2001: 56.
- 2001/2002: 91.
- 2003/2004: 92.
- 2004/2005: 115.
- 2005/2006: 87.